# جيسيكا كورنر
جيسيكا كورنر (بالإنجليزية: Jessica Corner)‏ هي أكاديمية وممرضة بريطانية، ولدت في 22 مارس 1961.